# 즈노이모구

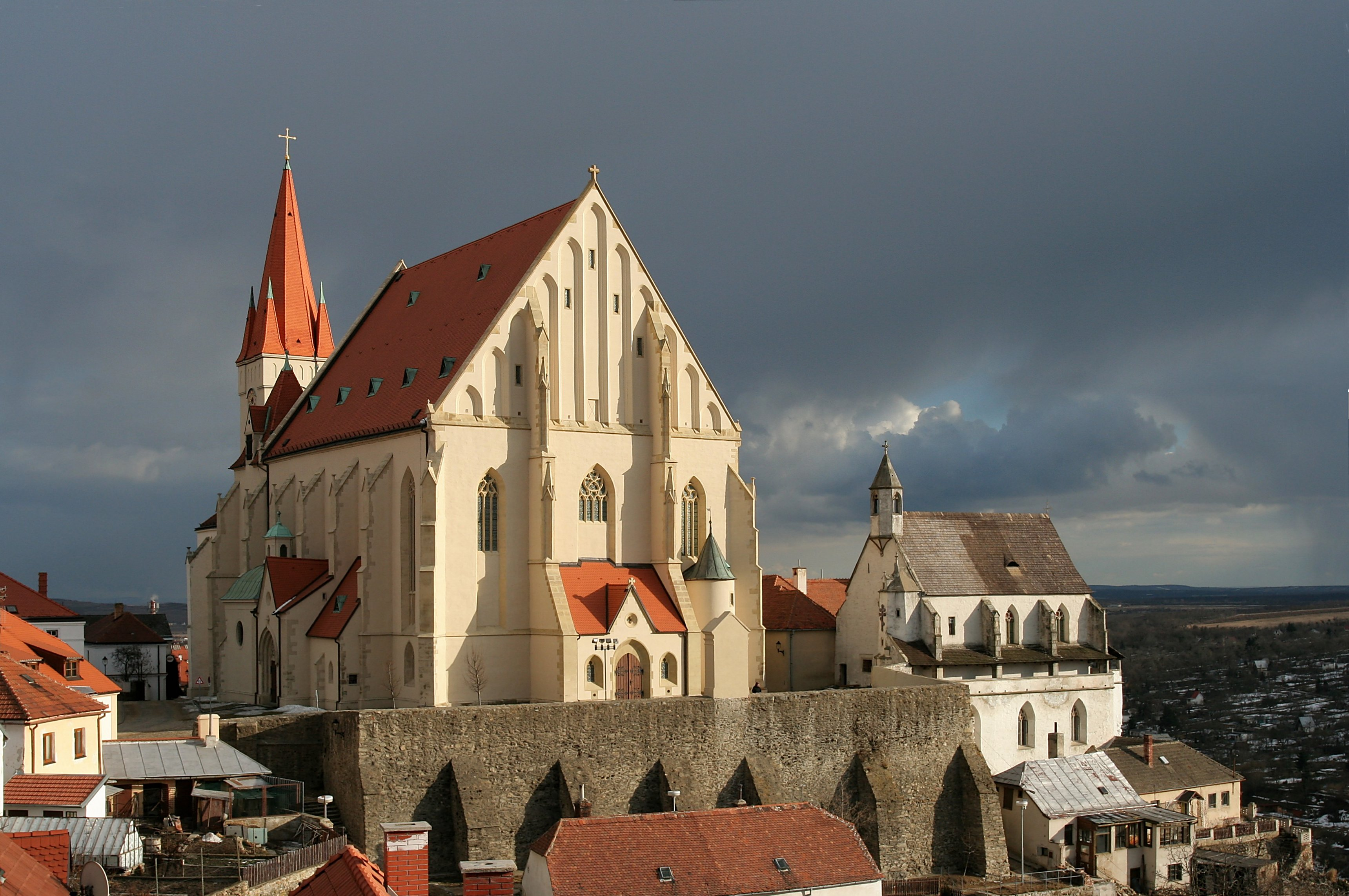
즈노이모구의 행정 중심지인 즈노이모

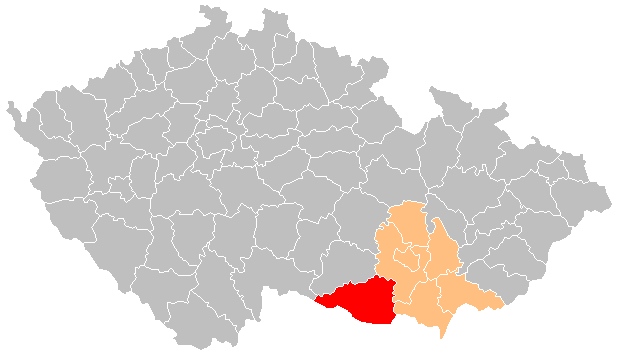
즈노이모구의 위치

즈노이모구(체코어: Okres Znojmo)는 체코 남모라바주를 구성하는 7개 구 가운데 하나로 행정 중심지는 즈노이모이며 면적은 1,590.5km2, 인구는 114,104명(2019년 1월 1일 기준), 인구 밀도는 72명/km2이다.
남모라바주 남서부에 위치하며 144개 지방 자치체(18개 시, 126개 마을)를 관할한다. 남모라바주 브르노 교외구, 브르제츨라프구, 비소치나주 트르제비치구, 남보헤미아주 인드르지후프흐라데츠구와 접하며 남쪽으로는 오스트리아와 국경을 접한다.